# Dudar (Hongarije)
Dudar is een plaats (község) en gemeente in het Hongaarse comitaat Veszprém. Dudar telt 1726 inwoners (2001).